# Theaterlexikon der Schweiz
Theaterlexikon der Schweiz(TLS) / Dictionnaire du théâtre en Suisse(DTS) / Dizionario Teatrale Svizzero(DTS) / Lexicon da teater svizzer(LTS)는 3권으로 2005년에 처음 출판된 스위스 연극에 대한 백과사전이다. 1997년부터 2005년까지 베른 대학교 연극학과에서 개발되었다.
3600개의 항목에는 3000개의 인물 정보와 공연장, 단체, 조직, 행사 및 일반 주제에 대한 기사가 포함되어 있다.
기사는 스위스의 4개 공용어인 독일어(70%), 프랑스어(20%), 이탈리아어(6%), 로만슈어(2%)로 제공된다. 로만슈어 기사는 독일어로도 번역되었다.
텍스트(그림 제외)는 2012년에 위키 웹사이트 형태로 온라인에 게시되었다.

## 참고 문헌
- Andreas Kotte, 편집. (2005). 《Theaterlexikon der Schweiz (TLS) / Dictionnaire du théâtre en Suisse (DTS) / Dizionario Teatrale Svizzero (DTS) / Lexicon da teater svizzer (LTS)》 (독일어, 프랑스어, 이탈리아어, 로만슈어). Zurich: Chronos. ISBN 978-3-0340-0715-3. LCCN 2007423414. OCLC 62309181.